# Konstantin Fring
Konstantin Fring (* 9. Januar 1990 in Bad Kreuznach) ist ein deutscher Fußballspieler. Er wird als defensiver Mittelfeldspieler oder rechter Außenverteidiger eingesetzt.

## Karriere
Fring hatte seine Karriere beim unterklassigen Verein TuS 1878 Gensingen begonnen, bevor er in die Jugend von Hassia Bingen und später zum 1. FSV Mainz 05 wechselte. Von 2007 bis 2009 spielte er mit Mainz 05 in der A-Junioren-Bundesliga. In der Saison 2008/09 wurde er mit der U-19 Deutscher Meister. Am Ende der Saison 2008/09 kam er zu seinem ersten Einsatz in der zweiten Mannschaft in der Regionalliga West. Ab Sommer 2009 war er in der zweiten Mannschaft Stammspieler. Im Sommer 2012 wechselte er zur zweiten Mannschaft von Borussia Dortmund und unterschrieb einen Zweijahresvertrag. Auch hier entwickelte er sich nach kurzer Zeit zum Stammspieler und stieg am Ende der Saison 2011/12 mit der Mannschaft in die 3. Liga auf. Am 21. Juli 2012, dem ersten Spieltag der Saison 2012/13, kam Fring zu seinem Debüt im Profifußball, als er im Auswärtsspiel gegen den VfL Osnabrück (0:2) in der Startelf stand.
Zur Saison 2013/14 wechselte Fring zu Rot-Weiss Essen. Er unterschrieb beim Regionalligisten einen bis Saisonende laufenden Vertrag mit einer Option auf eine weitere Spielzeit. Mit RW Essen gewann er 2015 den Niederrheinpokal und wechselte anschließend zum Verbandsligisten Hassia Bingen. 2017 schloss sich Fring dem Regionalligisten TSV Schott Mainz an, mit dem er in die Oberliga abstieg.

## Erfolge
- Niederrheinpokalsieger 2015 mit Rot-Weiss Essen